# Hermes House Band
De Hermes House Band (HHB) is de in 1982 opgerichte huisband van de studentensociëteit Hermes van het RSC/RVSV. Een groep muzikale studenten (Douwe van de Werf, Ilco Schuringa, Jan Hoogendoorn, Ronald Tetteroo, Michiel Muller en Pieter van der Plas) van het Rotterdamsch Studenten Corps wilde op een professionelere manier muziek gaan maken en besloot een band op te richten. Deze zou de naam dragen van de sociëteit van de studentenvereniging: ‘Hermes’. De band breidde uit met een blazerssectie en zangeressen en begon te werken aan een vast repertoire. Die werd gevonden bij de classics uit de jaren '70 en '80. Deze muziekkeuze en het imago van de altijd energieke en vrolijke studentenband leidden tot groeiende naamsbekendheid binnen studentikoos Nederland.
Eind 1994 werd de groep bekend in onder meer Nederland en België met hun cover van de hit I Will Survive van Gloria Gaynor uit 1978. De band scoorde hiermee een nummer 1-hit in zowel de Nederlandse Top 40 op Radio 538 als in de destijds nieuwe publieke hitlijst op Radio 3FM, de Mega Top 50. 
In België werd de 2e positie behaald in de voorloper van de Vlaamse Ultratop 50, de 12e positie in de Vlaamse Radio 2 Top 30 en de 3e positie in de voorloper van de Waalse Ultratop 50.
In totaal stond I Will Survive zeventien weken in de Nederlandse Top 40, waarvan drie weken op nummer 1, en zestien weken in de Mega Top 50, waarvan twee weken op nummer 1.
Wereldwijd zijn van de single meer dan 2,5 miljoen exemplaren verkocht. Willem van Schijndel van De Deurzakkers verzorgde in de tijd van I Will Survive de promotie van de single.

## Geschiedenis

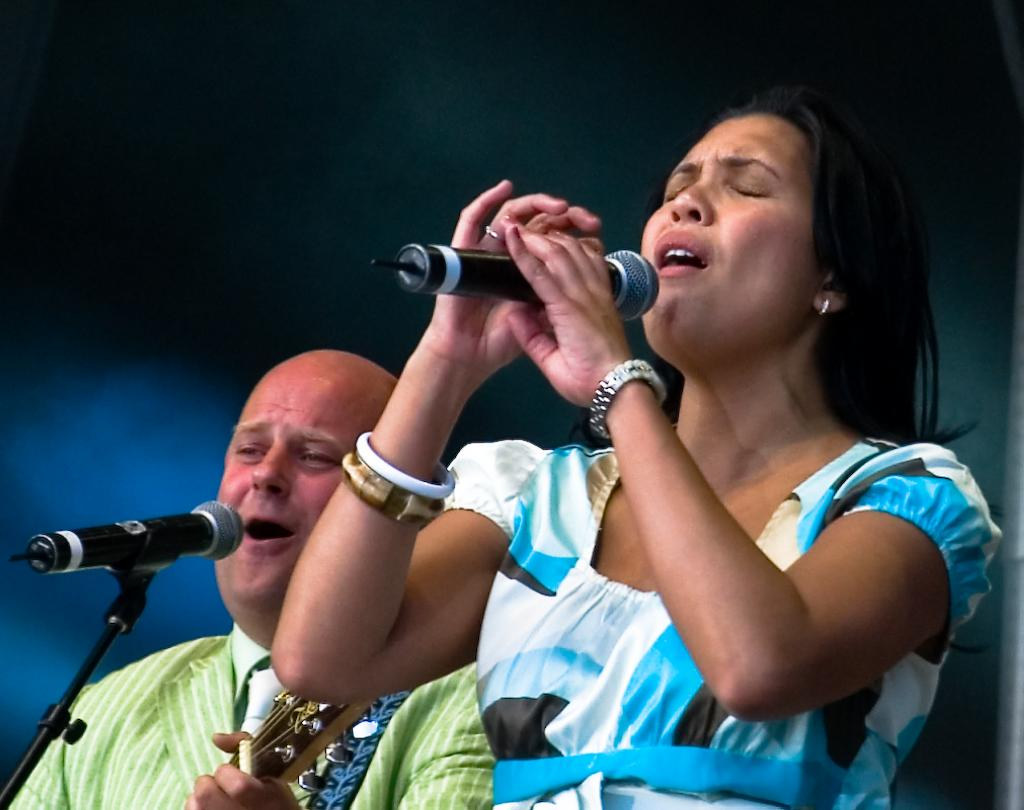
De HHB-International tijdens het FFH Wolkenkratzer Festival

Vanaf het begin geldt voor de Hermes House Band dat een bandlid moet opstappen zodra hij zijn studie beëindigd heeft. Tegelijkertijd wordt dan binnen de studentenvereniging een passende vervanger gezocht, meestal een beginnend student. Inmiddels telt de Hermes House Band ongeveer 120 ex-leden, die verenigd zijn in de Vereniging Paradepoppenman.
De single I Will Survive wordt in 1998 mede dankzij het Franse rugbyteam Stade Francais Paris verder internationaal opgepakt, en wordt mondiaal bekend als in datzelfde jaar Frankrijk het wereldkampioenschap voetbal wint en de teamgenoten tijdens hun overwinningszegeviering spontaan "lalala" beginnen te zingen. Kort hierna werd de single opnieuw uitgebracht in Frankrijk en bereikte deze de 2e positie in de Franse top-100.
Als de single I Will Survive nog in datzelfde jaar 1998 ook een hit wordt in Duitsland, wordt oud-zangeres Judith Ansems gevraagd het nummer in Duitsland te promoten. De band krijgt een lokaal contract bij platenmaatschappij Polydor en naast Ansems worden oud-zangers Jop Wijlacker en Robin Maas gevraagd om gezamenlijk een nieuwe plaat op te nemen in Duitsland. Vanaf dat moment bestaan er twee bands met dezelfde naam; de nationale studentenband (genaamd: Hermes House Band) en de internationale variant (genaamd: Hermes House Band International) die uitsluitend in het buitenland optreedt.
In voetbalstadion De Kuip in Rotterdam klinkt al sinds de jaren '90 na ieder doelpunt van Feyenoord het refrein van I Will Survive. Ook klinkt het nummer op de Coolsingel als Feyenoord een belangrijke prijs wint. 
Verschillende singles worden ook in Nederland uitgebracht, waaronder Country Roads (nr. 27) en Que Sera. In 2003 scoort de Hermes House Band samen met DJ Ötzi een nummer 2-hit in Frankrijk met een cover van het nummer Live is Life van de band Opus. De internationale variant van de Hermes House Band heeft 13 keer in de officiële top 100 van Duitsland gestaan en behaalde daarnaast internationale hitnoteringen.
De HHB heeft onder meer in de TROS-TV-show (31 december 2004) een special gekregen en heeft in haar meer dan 30-jarige bestaan meer dan 25 albums en singles uitgebracht. Het meest recente nieuwe werk van de internationale band is uitgebracht op het album Rhythm of the Nineties uit 2009.
In de zomer van 2018 staat de hit I Will Survive opnieuw op 1 in de Franse hitlijsten. Dat komt door de feesten na de viering van het gewonnen WK voetbal.
In 2020 zou de Hermes House Band haar Lustrum vieren. Dat wilde ze vieren met een big band waarin de oud-leden zouden optreden. Door de corona-uitbraak leek dat van de baan. In plaats daarvan werd in de studio, in samenwerking met Xplo Music, een cover gemaakt van 'Somebody to Love' van Queen.

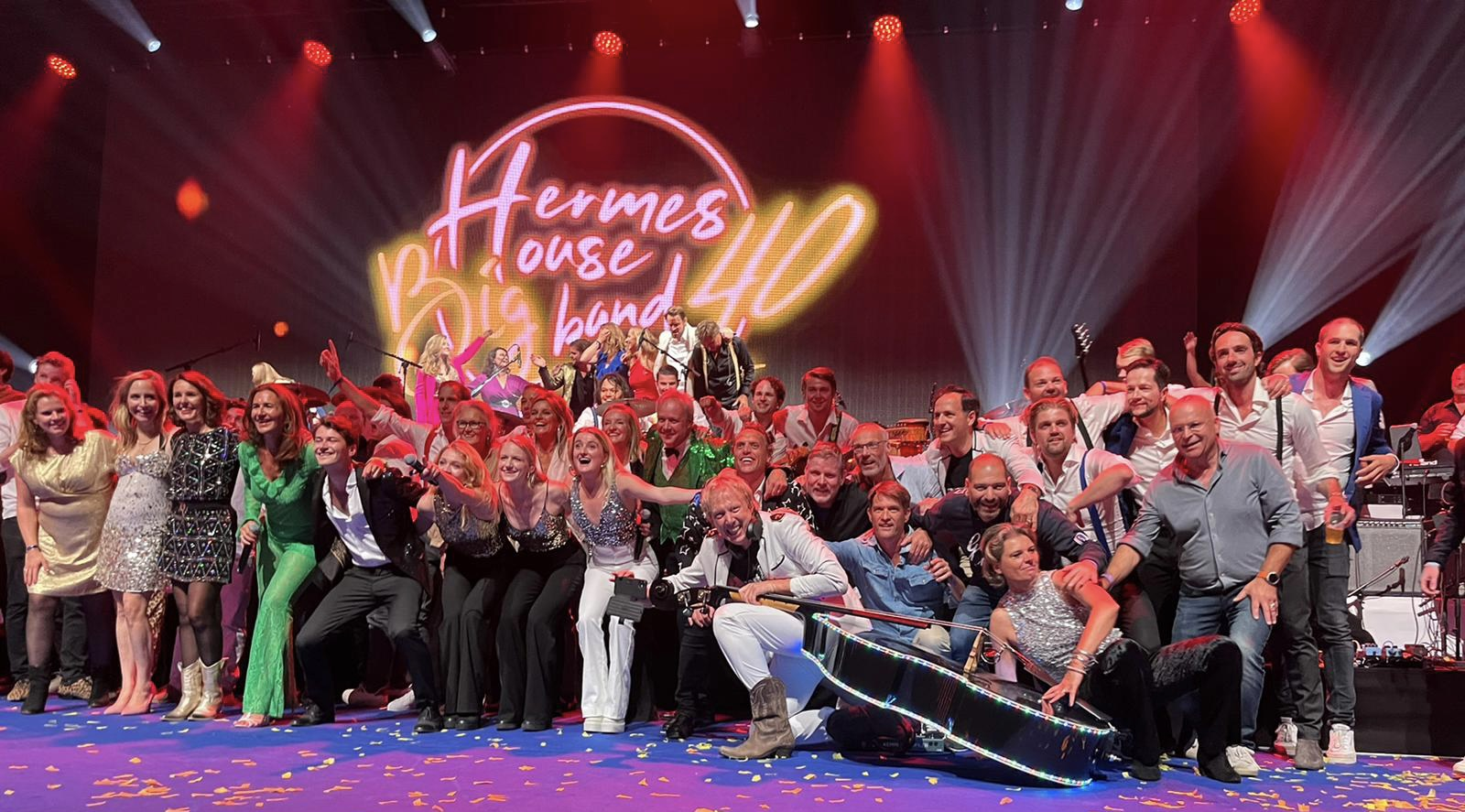
Viering van 40-jarig bestaan in 2022

Op zaterdag 17 september 2022 vierde de Hermes House Band haar 40-jarig bestaan in Ahoy op het RTM stage.
Op Koningsdag 2023 speelde de Hermes House Band het nummer I will Survive live voor Koning Willem-Alexander die dat jaar Rotterdam bezocht. Dit deed ze op een podium op de Blaak.

## Leden

### Hermes House Band
- Floriaan de Beer - zang
- Aukje Beerepoot - zang
- Aniek Blok - zang
- Lucas Crooijmans - drums
- Gilles de Jong - basgitaar
- Menno Vogels - gitaar
- Joris van der Wulp - toetsen
- Annelot Rasenberg - trompet
- Pelle Soontiëns - tenor-saxofoon
- Lieke Teekens - alt-saxofoon
- Josephine Jeekel - sopraan-saxofoon

### Hermes House Band International
- Sally Flissinger - zang[9]
- Jop Wijlacker - zang[9]
- Gerben Klein Willing - trompet
- Robin "Mc" Maas - zang[10]
- Bas "Vegas" Nuiver - basgitaar
- Dirk Beets - trompet
- Sjoerd de Freeze - toetsinstrument
- Alexander Bergmann - drums
- Pieter "Dieter Uboot" Ubbels - saxofoon
- Tropical Danny - gitaar
- Sebastiaan van Zuylen
- Hans van Dijk - gitaar[2]
- Niels Geerts - saxofoon[11]

### Oud-leden
- Ronald Tetteroo - drums, co-founder
- Pieter van der Plas - basgitaar, co-founder
- Douwe van der werf - toetsen, co-founder
- Ilco Schuringa - zang, co-founder
- Jan Hoogendoorn - gitaar, co-founder
- Frank Govaert - basgitaar
- Harm Jongedijk - drums
- Karin de Regt - zang †
- Monica Hilgersom - zang
- Frederiek Roest - saxofoon
- Michelle de Rijke - zang
- Jeroen Zuurmond - saxofoon
- Sandra Veeren - zang
- Stef Schröder - saxofoon
- Marcel Kannekens - basgitaar
- Michiel Muller saxofoon, co-founder
- Micky Adriaansens - zang[12]
- Marc Duncker - zang
- Sanne Marie Smit-Mesters - zang
- Monique Vermeer-Enneking - zang
- Yorrit Hylkema - trompet
- Rutger Evers - trompet
- Frank Ballieux - trompet
- Leon Dijkstra - gitaar
- Olaf Croon - zang
- Olav Smits - zang
- Jop Wijlacker - zang
- Philip van der Ent - drums
- Robin Maas - zang
- Mark Snijders - toetsen
- Judith Ansems - zang
- Eugene Lont - basgitaar
- Harald van der Wardt - saxofoon
- Bram Boertjes - trombone
- Laurens van Walraven - trompet
- Ronald Carpentier - drums
- Jort Goderie - saxofoon
- Stefan Warntjes - gitaar
- Wendy Hofman - zang
- Eric Hazebroek - gitaar
- Hapert-Jan van Ommeren - toetsen
- Hidde van Hoeven - saxofoon
- Rogier van Nieuwenhuizen - toetsen
- Mark Deutekom - drums
- Bart-Jan Kerckhoff - basgitaar
- Erik Fuchs- zang
- Marlies Verschure - zang
- Peggy Mulder - zang
- Willem van Maasdijk - trompet
- Marnix Lippmann - basgitaar & contrabas & cowbell
- Guido Cramer - trombone
- Joost Vollering - tenor-saxofoon
- Jasper Zwartendijk - drums
- Paul de Nooy - zang
- Annemien van den Bosch - zang
- Olaf Thomas - trompet
- Ingrid Koster - zang
- Mark Stockx - basgitaar
- Agnes Goslings - zang
- Linda McLennan - zang
- Jilling Bergmann - gitaar
- Pieter Schulting - toetsen
- Eelco Benink - toetsen / gitaar
- Miriam Hafkemeijer - zang
- Sara Meerman - zang
- Wieger ten Have - saxofoon
- Erik-Jan Peerbolte - gitaar
- Sander Huininga - basgitaar
- Yvette Taapken- zang
- Kris Vleugels - saxofoon
- Barba Turlette - zang
- Jaap Reesema - zang
- Gerben Bruinsma - basgitaar
- Jespe Beukema - drums
- Barbara Melis - zang
- Mannus d'Ancona - zang
- Willem Dijckmeester - toetsen
- Dick Schotman - drums
- Sjoerd Lycklama - toetsen
- Marek Kruszel - zang
- Eline Leijten - zang
- Mats Backhausen - alt-saxofoon
- Olivier de Jong - tenor-saxofoon
- Florine van den Biggelaar - saxofoon
- Michael Blankert - saxofoon
- Vincent Wegener - trombone
- Laurens Westerhuis - gitaar
- Peke van Beek - saxofoon
- Huibert van Os - trompet
- Wouter van Bel - trompet
- Alexander Bergmann - drums
- Jorien Vink - zang
- Sophie Meijer - zang
- Eelco de Bruin - gitaar
- Jorrit Nagelsmit - basgitaar
- Jaap van Baal - toetsen
- Youri Rijkhoff - basgitaar
- Michiel Hennink - tenor-saxofoon
- Hardy Li - trompet
- Roos Tiedemann - zang
- Anouschka Eleveld - zang
- Tim van der Hoeven - drums
- Jasper Janssen - zang
- Thomas de Clercq - gitaar
- Saintwa Ye - trompet
- Monique Schrooders-Horlings - saxofoon
- Willem Weehuizen - trompet
- Koen Smits - toetsen
- Teun Vermunt - drums
- Martijn van Meerten - bas
- Hans van Dijk - gitaar
- Tom-Bosse Bout - toetsen
- Stijn Honders - zang[11]
- Ariane de Beaufort - zang[2]
- Annejet Belle - zang
- Stephanie ten Doesschate - alt-saxofoon
- Max Groenen - trompet
- Niels Geerts - alt-saxofoon
- Tomas Liesting - tenor-saxofoon
- Casper Feitz - basgitaar
- Wietske  Bergsma - zang
- Laurens van Oost - trompet
- Sebastiaan de Waard - drums
- Jack Wijs - zang
- Douwe Faber - alt-saxofoon
- Jet Stibbe - toetsen
- Emile Eijndhoven - gitaar
- Annefleur Gorissen - zang

## Trivia
- De naam Hermes House Band werd al eerder gebruikt. Eind jaren '70 speelden een drietal leden van het Rotterdamsch Studenten Corps (onder andere Titus van Roosmalen en Elbert Waller) op de sociëteit in een jazzformatie die zichzelf Hermes House Band noemde. De eerste keer dat de naam Hermes House Band in de Almanak van het Rotterdamsch Studenten Corps voorkomt is 1982 (uitgegeven in december 1981). Het jazz-trio was overigens niet betrokken bij de latere oprichting (1982) van de Hermes House Band in zijn huidige vorm: de feest/popband.